# Małgorzata Denisow
Małgorzata Denisow, primo voto Danecka secundo voto Januszewicz (ur. 19 lipca 1952 w Szczecinie) – polska siatkarka, reprezentantka Polski, brązowa medalistka mistrzostw Europy (1971), mistrzyni Polski.

## Kariera sportowa
Karierę sportową rozpoczęła w MKS Lublin, następnie grała w II-ligowym AZS Lublin. Jako zawodniczka AZS-AWF Warszawa wywalczyła wicemistrzostwo Polski w 1973 i 1975 oraz brązowy medal mistrzostw Polski w 1974, w barwach Startu Łódź zdobyła mistrzostwo Polski w 1977, wicemistrzostwo Polski w 1978 i 1980, brązowy medal mistrzostw Polski w 1976 i 1979.
Z reprezentacją Polski juniorek zdobyła brązowy medal mistrzostw Europy w 1969. W reprezentacji Polski seniorek debiutowała 19 czerwca 1970 w towarzyskim spotkaniu z Bułgarią, wystąpiła następnie m.in. na mistrzostwach świata w 1974 (9. miejsce), mistrzostwach Europy w 1971 (2. miejsce) i 1975 (6. miejsce). Ostatni raz w biało-czerwonych barwach wystąpiła w meczu mistrzostw Europy z ZSRR - 25 października 1975. Łącznie w I reprezentacji zagrała w 111 spotkaniach, w tym 105 oficjalnych.